# Les Mondes futurs
Pour plus de détails, voir Fiche technique et Distribution.
Les Mondes futurs, aussi connu sous le titre français La Vie future (Things to Come), est un film britannique en noir et blanc réalisé par William Cameron Menzies, sorti en 1936.
Il est en partie issu du roman The Shape of Things to Come (1933) de H.G.Wells, qui aura un certain rôle dans la mise en forme du scénario[réf. souhaitée].

## Synopsis
Une guerre globale est déclenchée en 1940. Cette guerre s'éternise sur plusieurs décennies jusqu'au moment où la plupart des survivants, quasiment tous nés après le commencement de la guerre, ne savent même plus qui a commencé le conflit ni pourquoi. La production industrielle a cessé et la société a rétrogradé et s'est divisée en communautés primitives localisées. En 1966, une épidémie de peste vient encore réduire le nombre de Terriens, qui ne sont plus que quelques poignées. Un jour, un curieux aéroplane atterrit près de l'une de ces communautés. Le pilote parle d'une organisation occupée à rebâtir la civilisation et qui parcourt le monde pour re-civiliser les groupes de survivants. 
De grands chantiers sont entrepris durant les décennies qui suivent, jusqu'à ce que la société soit de nouveau grande et puissante. La population mondiale vit à présent dans des villes souterraines. En l'an 2036, à la veille du premier voyage de l'homme sur la Lune, un conflit se fait de nouveau sentir.

## Fiche technique
- Titre : Les Mondes futurs/ La Vie future
- Titre original : Things to Come
- Réalisation : William Cameron Menzies
- Scénario : H. G. Wells d'après son roman The Shape of Things to Come (1933)
- Images : Georges Périnal, assisté de Robert Krasker (cadreur)
- Musique : Arthur Bliss
- Montage : Charles Crichton, Francis D. Lyon et William Hornbeck
- Décors : Vincent Korda (non crédité)
- Producteur : Alexander Korda
- Société de production : London Film Productions
- Société de distribution : United Artists
- Pays d'origine : Royaume-Uni
- Format : noir et blanc — 35 mm — 1,37:1 — Son : Mono
- Genre : Film dramatique, Film de science-fiction, Film de guerre
- Durée : 92 min
- Date de sortie : 20 février 1936  Royaume-Uni

## Distribution
Les VF indiquées ci-dessous proviennent d'un redoublage effectué en 1976 par la société M.P.S.
- Raymond Massey (VF : Robert Bazil) : John Cabal / Oswald Cabal
- Edward Chapman : Pippa Passworthy / Raymond Passworthy
- Ralph Richardson (VF : Albert Augier) : Rudolph - le patron
- Margaretta Scott (VF : Nadine Alari) : Roxana / Rowena
- Cedric Hardwicke : Theotocopulos
- Maurice Braddell (en) : Dr Harding
- Sophie Stewart : Mrs. Cabal
- Derrick De Marney (VF : Jacques Bernard) : Richard Gordon
- Ann Todd (VF : Martine Irzenski) : Mary Gordon
- Pearl Argyle : Catherine Cabal
- Kenneth Villiers (en) : Maurice Passworthy
- Ivan Brandt (VF : Georges Berthomieu) : Morden Mitani
- Anne McLaren : l'enfant
- Patricia Hilliard (en) : Janet Gordon
- Charles Carson : l'arrière-grand-père
- Patrick Barr (VF : Richard Leblond) : le fonctionnaire des transports mondiaux
- John Clements (VF : Jacques Thébault) : le pilote ennemi abattu par Cabal
- Anthony Holles (VF : Georges Berthomieu) : Simon Burton

## Production

### Lieux de tournage
Le film a été tourné aux Denham Film Studios dans le Buckinghamshire près de Londres, alors en construction.